# Saison 11 du Disney Parade
Chronologie
Saison 10
Voici le détail de la onzième saison de l'émission Disney Parade diffusée sur TF1 du 6 septembre 1998 au 27 décembre 1998.

## Animateurs et fiche technique

### Les animateurs
Tout au long de son existence l’émission a eu de manière quasi-ininterrompue deux animateurs. Ce tandem fille/garçon reposait au cours de cette saison sur :
- Jean-Pierre Foucault
- Mélanie (animatrice)

### Fiche de l'émission
- Réalisation : Laurent Villevielle
- Production : Gérard Louvin
- Société de production : Buena Vista Television

## Courts-métrages classiques diffusés
- Mickey Mouse
- Donald Duck
- Dingo
- Pluto
- Silly Symphonies

### Liste des courts-métrages classiques
Les dessins animés de l’émission étaient annoncés dans la rubrique Télé Disney du Journal de Mickey.
Voici une liste non exhaustive de ces derniers :
- Donald gardien de phare (émission du 6 septembre 1998)
- L'Art de la danse (émission du 13 septembre 1998)
- Un Accident est vite arrivé (émission du 20 septembre 1998)
- Comment dormir en paix (émission du 27 septembre 1998)
- L'ours attrape (émission du 4 octobre 1998)
- Attention au lion (émission du 11 octobre 1998)
- Donald visite le grand canyon (émission du 18 octobre 1998)
- Pluto au pays des tulipes (émission du 25 octobre 1998)
- Le petit oiseau va sortir (émission du 1er novembre 1998)
- Papa est de sortie (émission du 8 novembre 1998)
- Pluto bandit (émission du 29 novembre 1998)
- Donald et les Abeilles (émission du 6 décembre 1998)
- Trappeurs arctiques (émission du 20 décembre 1998)
- Un dessin animé avec Pluto (émission du 27 décembre 1998)

## Le Monde Merveilleux de Walt Disney
Le contenu du Monde merveilleux de Walt Disney était annoncé dans la rubrique Télé Disney du Journal de Mickey.
Voici une liste non exhaustive de ces derniers :

### Liste des épisodes de séries
- Un épisode de Un vrai petit génie (émission du 6 septembre 1998)
- Un épisode de Un vrai petit génie (émission du 13 septembre 1998)
- Un épisode de Un singulier directeur (émission du 20 septembre 1998)
- L'épisode Régie finale de Un singulier directeur (émission du 27 septembre 1998)
- Première partie de Une pré histoire d'amour (émission du 4 octobre 1998[1])
- Seconde partie de Une pré histoire d'amour (émission du 11 octobre 1998)
- Un épisode de À travers les plaines sauvages (émission du 18 octobre 1998)
- Un épisode de À travers les plaines sauvages (émission du 25 octobre 1998)
- Le combat de Buby Bridges (émission du 1er novembre 1998)
- Seconde partie de Le combat de Ruby (émission du 8 novembre 1998)
- Première partie de La fiancée de Boogedy (émission du 15 novembre 1998)
- Seconde partie de La fiancée de Boogedy (émission du 22 novembre 1998)
- Première partie de Trafic en tout genre (émission du 29 novembre 1998[2])
- Seconde partie de Trafic en tout genre (émissiond du 6 décembre 1998)
- Première partie de L'arbre de Noël (émission du 13 décembre 1998)
- Seconde partie de L'arbre de Noël (émission du 20 décembre 1998)
- Noël à l'unisson pour Winnie l'ourson (en deux parties) et Donald alpiniste (en deux parties) (émission du 27 décembre 1998[3])